# Tułowice
Tułowice (niem. Tillowitz) – miasto w Polsce położone w województwie opolskim, w powiecie opolskim, siedziba gminy miejsko-wiejskiej Tułowice. Historycznie leży na Górnym Śląsku, na Równinie Niemodlińskiej, będącej częścią Niziny Śląskiej. Przepływa przez nie rzeka Ścinawa Niemodlińska.
W latach 1975–1998 miasto administracyjnie należało do województwa opolskiego.
Według danych GUS z 1 stycznia 2024 r. miasto było zamieszkane przez 3622 osoby.

## Geografia

### Położenie
Miasto jest położone w południowo-zachodniej Polsce, w centrum województwa opolskiego, około 28 km od granicy z Czechami. Miejscowość dzieli 6,5 kilometra od Niemodlina, a 28 km od Opola. Przez miasto przebiega droga wojewódzka nr 405 relacji Niemodlin – Korfantów – Prudnik, a wschodnią granicą gminy przebiega autostrada A4. Przez granice administracyjne miasta przepływa rzeka Ścinawa Niemodlińska (prawy dopływ Nysy Kłodzkiej).

### Środowisko naturalne
W Tułowicach panuje klimat umiarkowany ciepły. Średnia temperatura roczna wynosi +8,4 °C. Duże zróżnicowanie dotyczy termicznych pór roku. Średnie roczne opady atmosferyczne w rejonie Olesna wynoszą 515 mm. Dominują wiatry zachodnie.

### Podział miasta
Według Krajowego Rejestru Urzędowego Podziału Terytorialnego Kraju częścią Tułowic są:
- Tułowice Małe

## Historia
Miejscowość po raz pierwszy wzmiankowana była w 1447 r. (Thylowicz). Istniała tu wówczas parafia pw. św. Rocha. Zdaniem językoznawców nazwa Tułowice (Tillowitz) pochodzi od nazwy osobowej Tylo (niem. Thiele). Polską nazwę miejscowości w formie Tyłowice w książce „Krótki rys jeografii Szląska dla nauki początkowej” wydanej w Głogówku w 1847 wymienił śląski pisarz Józef Lompa

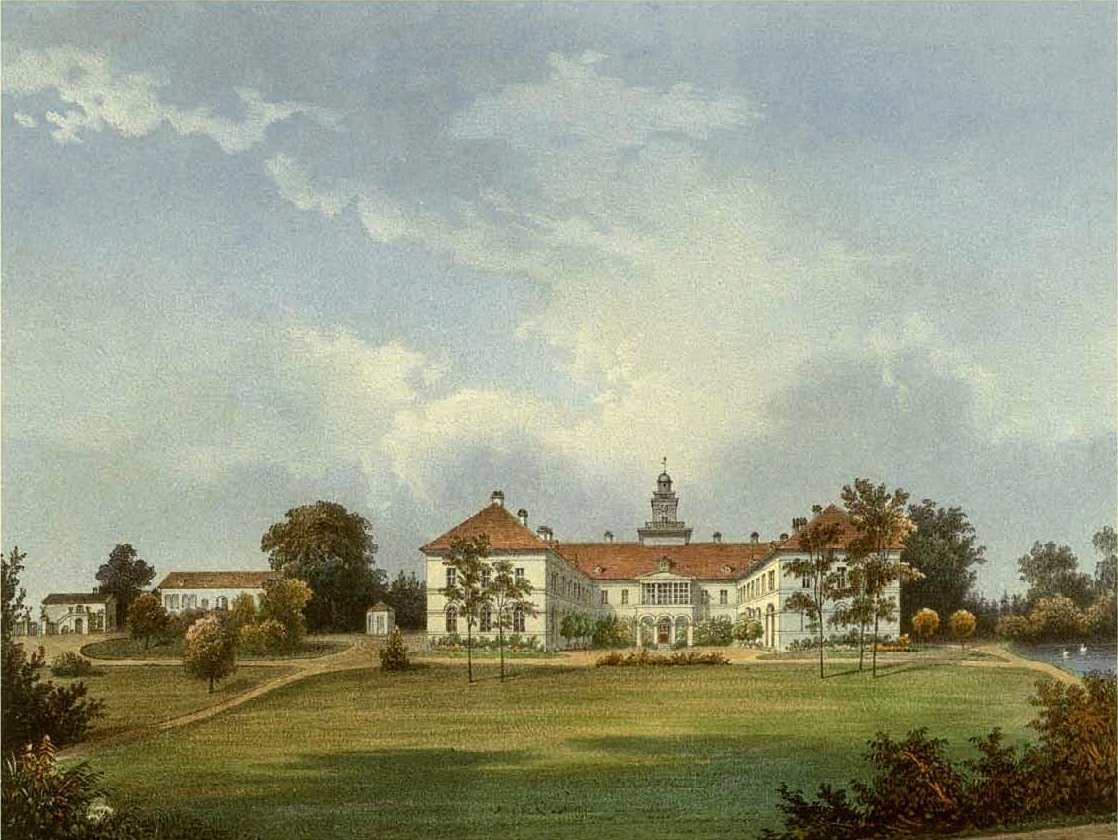
Pałac w Tułowicach, II poł. XIX w.

Od końca XVIII w. wieś posiadała pieczęć gminną, na której wizerunku przedstawiono po prawej dom, po lewej drzewo lub kwiat.
Historia miejscowości łączy się z lokalnym przemysłem. W XIX wieku rozpoczęto wydobycie glinek ceramicznych i produkcję fajansu. Taką działalność rozpoczął w Tułowicach graf Ludwik Praschma, a od 1889 roku produkcją ceramiki zajął się Erhard Schlegelmilch. Wówczas powstała nowoczesna fabryka porcelany produkująca porcelanę stołową, dekorowaną motywami kwiatowymi i plastycznymi. Po II wojnie światowej produkcję wznowiono w 1947 roku, zarzucając jednak produkcję naczyń porcelanowych na rzecz naczyń z porcelitu. Po 1990 roku przedsiębiorstwo państwowe przekształcono w spółkę akcyjną, którą włączono do NFI Magna Polonia; w 2001 roku zarząd spółki ogłosił upadłość. Fabrykę przejęła prywatna firma. Na obszarze byłego Porcelitu powołano podstrefę Starachowickiej Specjalnej Strefy Ekonomicznej. Spowodowało to napływ kapitału zagranicznego i zagospodarowanie upadłego „Porcelitu Tułowice”. W 2023 otwarto Muzeum Ceramiki „Tułowice poKolei”, które mieści się w budynku dawnego dworca kolejowego, gdzie eksponowane są wyroby ceramiczne produkowane w Tułowicach począwszy od XIX wieku.
Podczas II wojny światowej, w sierpniu 1944, do Tułowic przeniesiony został z Częstochowy niemiecki obóz jeniecki Stalag 367, jednakże został rozwiązany niedługo po relokacji.
1 stycznia 2018 Tułowicom nadano status miasta.

## Zabytki
Do wojewódzkiego rejestru zabytków wpisane są:
- zespół pałacowy, z XVIII-XX w.:
  - Pałac w Tułowicach, wzniesiony w 1879 przez hrabiego Fryderyka Frankenberg-Ludwigsdorf von Schellendorf. Neorenesansowy, z bogatym wystrojem architektonicznym. Obecnie w pałacu znajduje się internat Technikum Leśnego;
  - czworaki;
  - młyn wodny, murowano-szachulcowy, z 1763 r.;
  - stajnia;
  - park;
  - willa dzierżawcy fabryki porcelany, tzw. Stara Willa, ul. Parkowa 7, z 1890 r.;
- dom, ul. Pocztowa 6, z poł. XIX w.;
- budynek administracyjny d. Fabryki Porcelany „RS Tillowitz”, obecnie ul. Porcelanowa 2e, z 1904 r., w której od kwietnia 2024 roku działa Muzeum Porcelany Śląskiej[15];

poza rejestrem:
- bażanciarnia;
- staw.

## Transport

### Transport drogowy
Przez Tułowice przebiega droga wojewódzka:
- 405 Niemodlin – Wydrowice – Tułowice – Włostowa – Korfantów

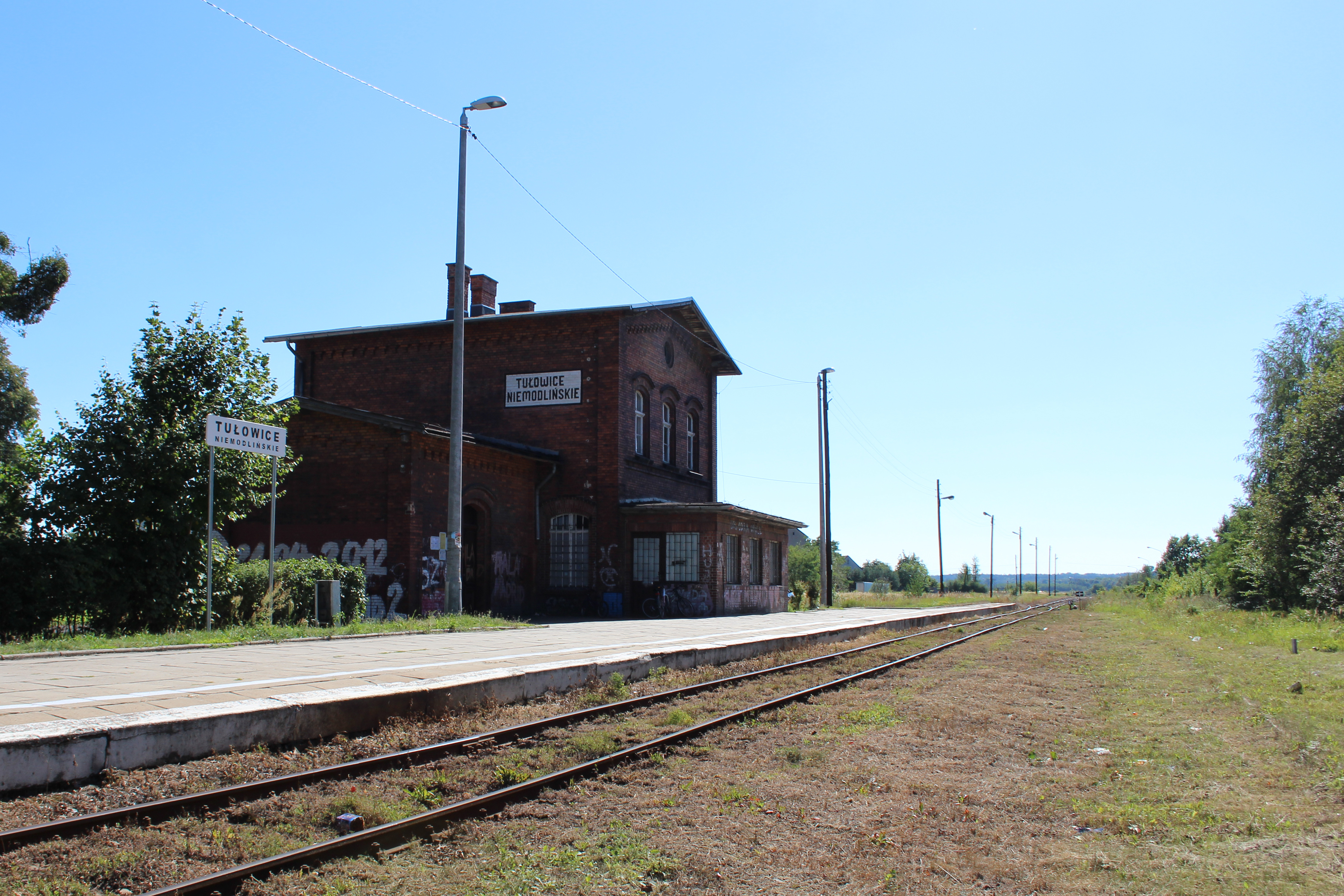
Przystanek kolejowy

### Transport kolejowy
W mieście znajduje się przystanek kolejowy Tułowice, leżący na linii kolejowej 287.

## Oświata
Na terenie Tułowic działają: przedszkole, szkoła podstawowa, liceum ogólnokształcące i technikum.
- Przedszkole Publiczne, ul. Przedszkolna 7
- Publiczna Szkoła Podstawowa im. Jana Pawła II, ul. Porcelanowa 21–21A[16]
- Liceum Ogólnokształcące, ul. Zamkowa 15[17]
- Technikum Leśne, ul. Zamkowa 15[17]

## Religia

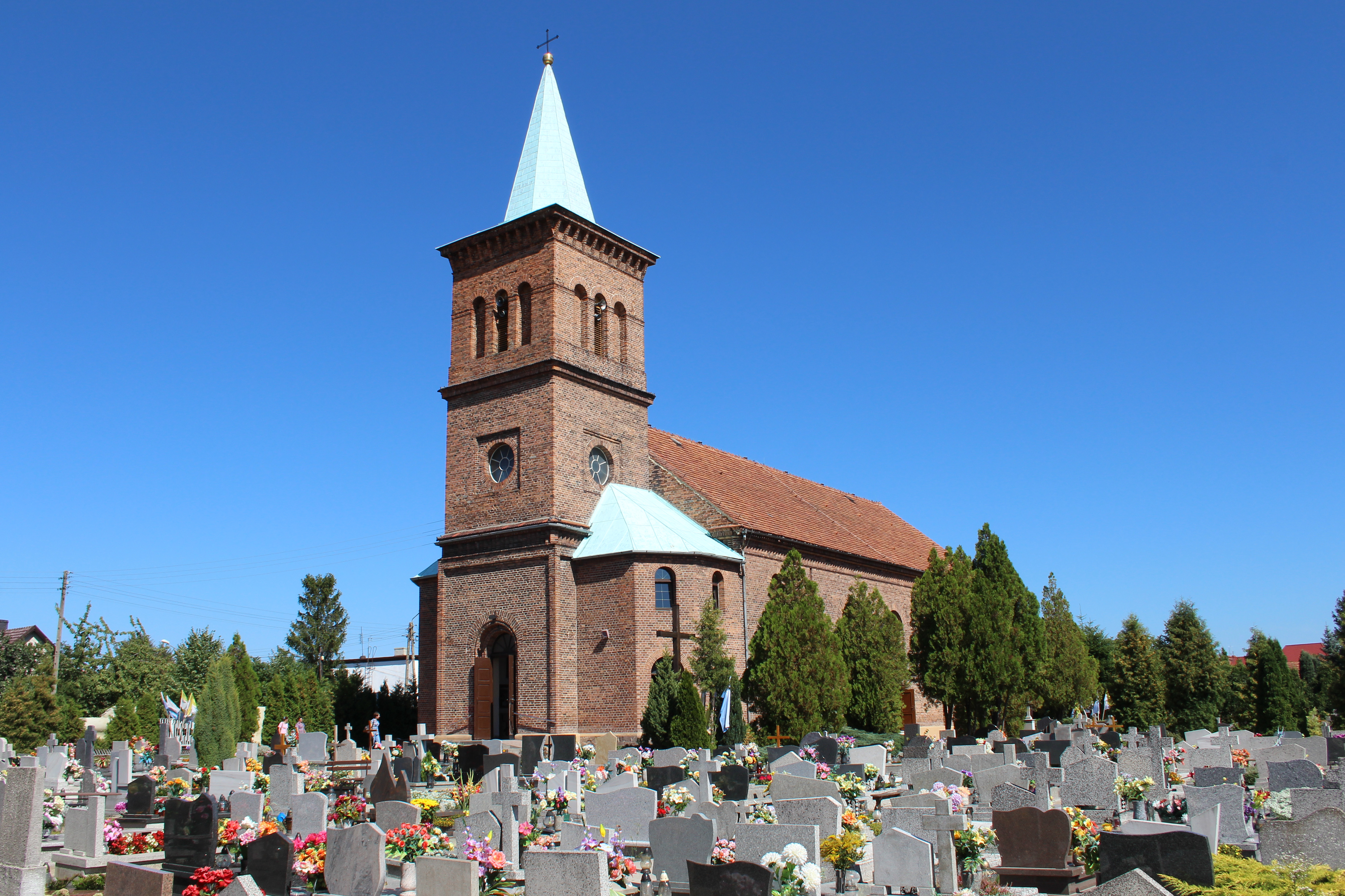
Kościół św. Rocha

### Wspólnoty wyznaniowe
- parafia św. Rocha (ul. Szkolna 5)
  - kościół św. Rocha (ul. Szkolna 5)
  - kościół Zmartwychwstania Pańskiego (ul. Kościuszki)

## Polityka
Miasto jest siedzibą gminy miejsko-wiejskiej. Organem wykonawczym jest burmistrz. W wyborach samorządowych w 2018 na urząd został wybrany Andrzej Wesołowski. Siedzibą władz jest Urząd Miejski przy ul. Szkolnej 1.